# Società Canottieri Ceresio
La Società Canottieri Ceresio è una società di canottaggio di Lugano (Svizzera, Canton Ticino).

## Storia
La società nasce il 17 gennaio 1927, grazie a Tullio e Ugo Bordoni, Vittorino Genazzini, Emilio, Francesco, Giuseppe, Oreste, Nino e Serafino Giambonini, Hans Meister e Livio Ponzini che si riunirono nella sala dell'Antico Ristorante di Gandria per deliberare sulla fondazione di una società di canottaggio. Nasce così il sodalizio col nome di Società Canottieri Ceresio Gandria-Castagnola.

## La sede
La sede si trova sul "sentiero di Gandria", situato tra i comuni di Castagnola e Gandria. 

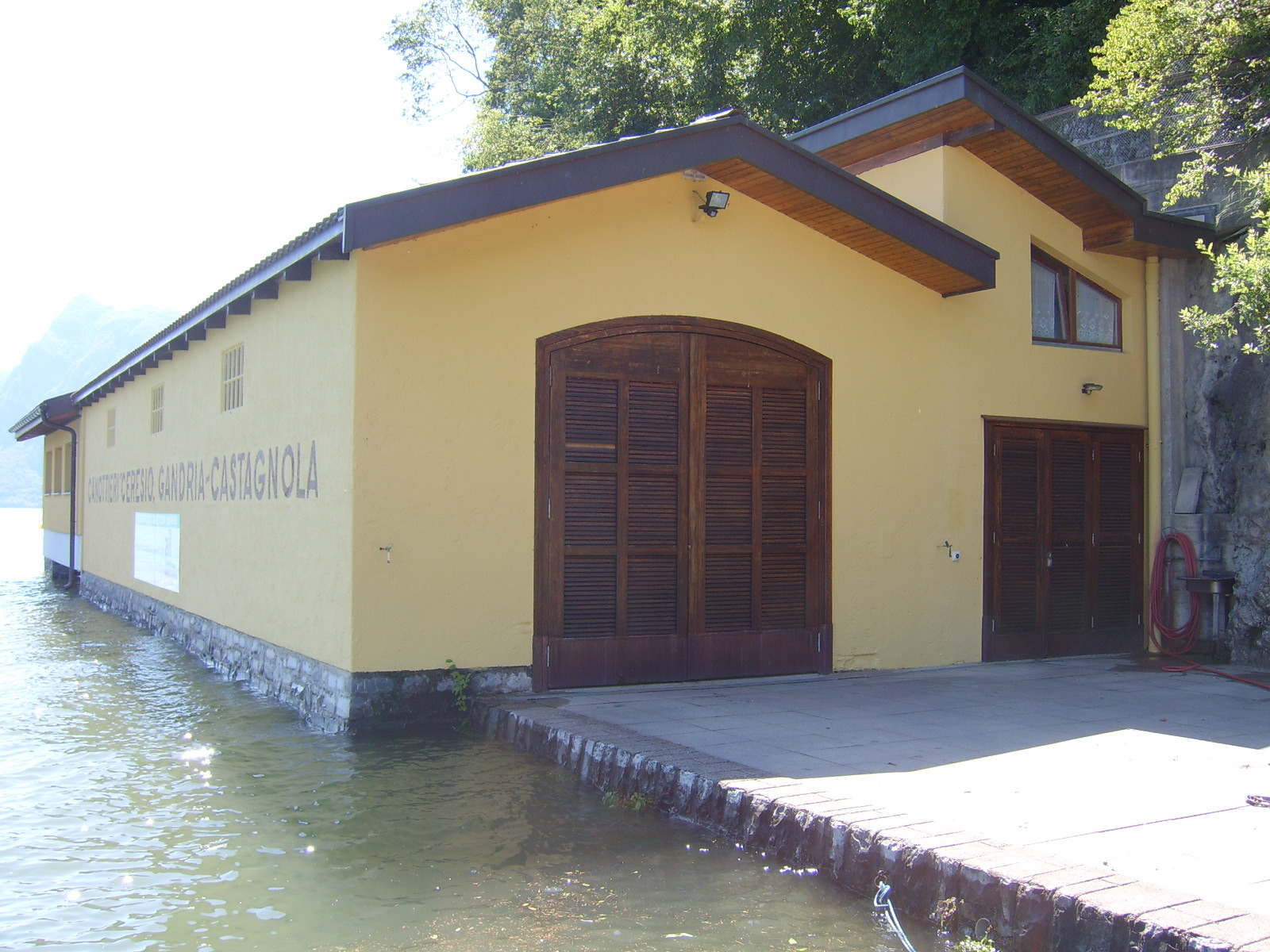
La sede sul sentiero di Gandria